# Hlíva dubová
Hlíva dubová (Pleurotus dryinus (Pers.) P. Kumm.) je dřevokazná jedlá stopkovýtrusná houba z čeledi hlívovité (Pleurotaceae), rostoucí na kmenech listnatých i jehličnatých stromů.

## Popis

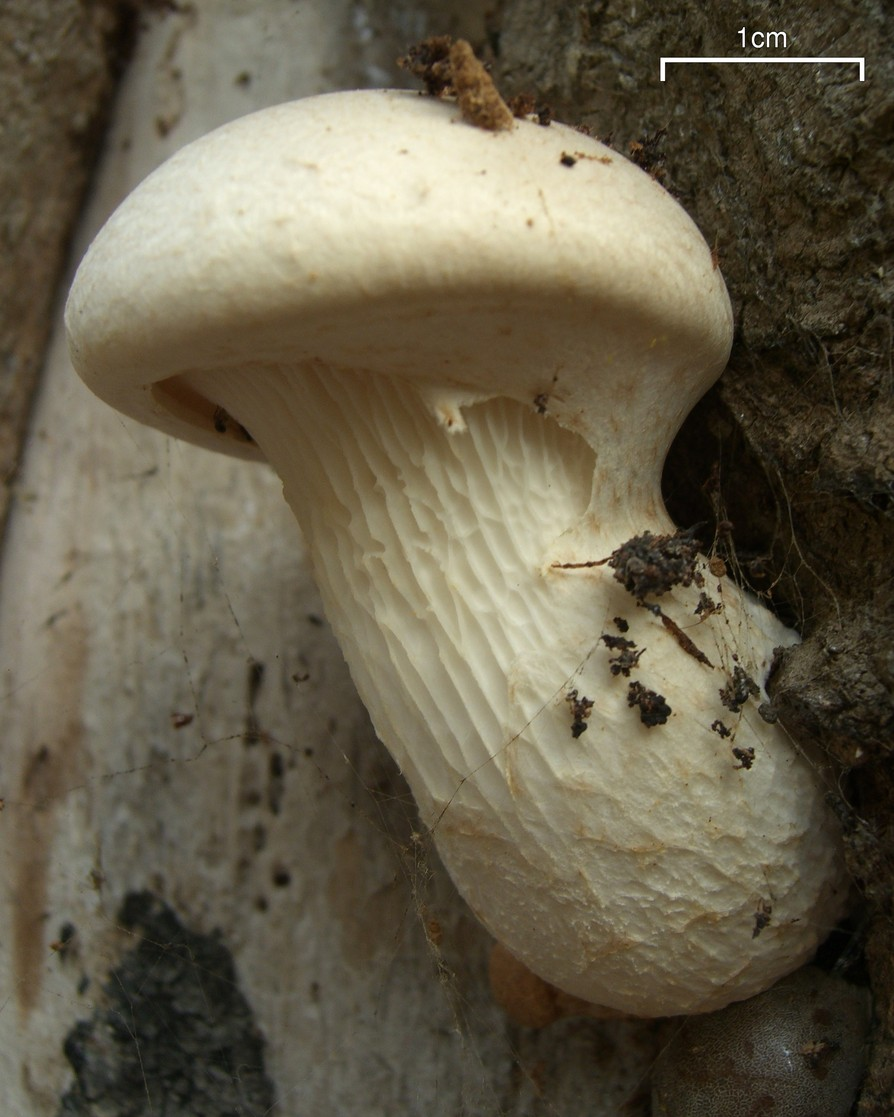
Mladá plodnice hlívy dubové s patrnými zbytky vela, jež kryje lupeny

### Makroskopický
Plodnice rostou z živých i mrtvých kmenů a pařezů stromů a jsou tvořeny kloboukem a spíše krátkým třeněm.
Klobouk má v mládí téměř polokulovitý, vzhůru vyklenutý tvar a mírně vzhůru vypouklý tvar si zachovává i posléze. Jeho průměr činí až 15 cm. Horní strana klobouku je plstnatá, pokrytá plochými, políčkovitými, vatovitými šupinami. Horní strana včetně šupinek je zbarvena bělavě, našedle až světle hnědošedě. Okraje bývají podvinuté. Na spodní straně klobouku se nachází lupenitý hymenofor, tvořený bělavými, u starších plodnic nažloutlými lupeny, někdy rozvětvenými. Lupeny výrazně sbíhají na třeň, kde někdy vytvářejí krátkou síťku. V mládí je celý hymenofor zakryt závojem (velem), které se upíná na třeň a okraj klobouku, kde později zůstávají jeho blanité zbytky.
Třeň je připojen ke klobouku excentricky a často bývá zahnutý, neboť vyrůstá kolmo ke kmeni stromu. Bývá asi 2–5 cm dlouhý a až 4 cm tlustý; je válcovitého, někdy až soudkovitého tvaru. Na povrchu je třeň šupinkatý, zbarvený podobně bělavě až šedavě jako klobouk.
Dužnina je poměrně tuhá, bíle zbarvená, po poranění však poněkud žloutne. Vyznačuje se příjemnou chutí i vůní.

### Mikroskopický
Hladké elispoidní výtrusy jsou 9–15 × 3–5 µm velké, výtrusný prach má bílou barvu.
Též se může nepohlavně rozmnožovat pomocí konidií.

## Výskyt
Hlíva dubová se vyskytuje poměrně hojně v létě a na podzim, a to jednotlivě, nebo v malých skupinách. Roste na kmenech a pařezech stromů, hlavně dubů, buků a jiných listnáčů, a navzdory svému jménu často také na smrcích. Často vyrůstá z poškozených míst kmene.

### Rozšíření

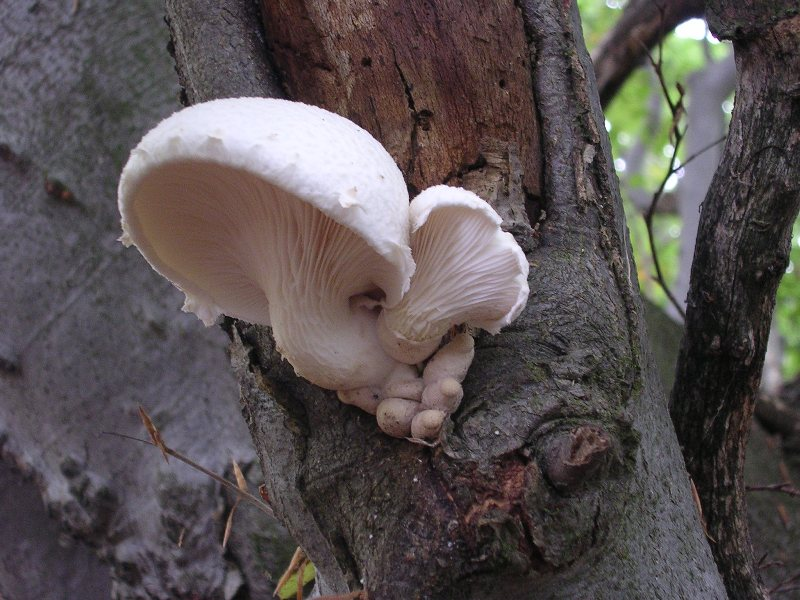
Hlíva dubová (Pleurotus dryinus)

Tento druh je rozšířen v Evropě, Asii i Severní Americe. 

## Použití
Hlíva dubová je chutný jedlý druh, zvláště v případě mladých plodnice, starší jsou příliš tuhé.